# HTV-6
HTV-6, 또는 고노토리 6호기(일본어: こうのとり6号機)는 HTV 시리즈에 속하는 우주선으로, 국제 우주 정거장에 보급품을 실어 나르기 위한 무인 우주선이다. HTV-6은 2016년 12월 9일 협정 세계시 13시 26분 47초에 다네가시마 우주 센터에서 H-IIB 로켓에 실려 발사되었다.

## 우주선
기존 HTV 우주선들과의 차이점은 다음과 같다.
- 신기술 시험을 위한 탑재체 (SFINKS, KITE) 탑재.
- 배터리 개수를 7개에서 6개로 감축.
- 태양 전지판 개수를 49개에서 48개로 감축.
- ISS 접근 시 지구 쪽을 향하고 있었던 불필요한 일부 항법용 전등 제거.
- 외부 구조 강화를 통해 리튬 이온 전지 탑재량을 1.6톤에서 1.9톤으로 증가.

SFINKS→Solar Cell Film Array Sheet for Next Generation on Kounotori Six, 고노토리 6호 탑재용 신세대 태양 전지판 장비는 박막 태양전지를 우주에서 시험하였다.

### 고노토리 통합 밧줄 실험
KITE→Kounotori Integrated Tether Experiment, 고노토리 통합 밧줄 실험 장비는 HTV-6에 실린 시험용 전기역학적 밧줄(electrodynamic tether)로, "밧줄"의 총 무게는 20 kg이었으며, 완전히 펼쳐졌을 때 길이는 700 m에 달했다. 밧줄에 흐를 수 있는 총 전류량은10 mA였다. 장비 실험 기간은 HTV-6이 국제 우주 정거장과 분리된 후 대기권 재돌입 전까지 1주일이었으며, HTV-6의 정거장 랑데부용 센서가 밧줄 끝의 움직임을 측정할 예정이었다. 실험 후에, 밧줄은 우주선의 대기권 재돌입 전에 분리된다.
이 실험의 주 목적은 피복이 씌워지지 않은 "전선"을 펼치고, 또 전기를 흘려보내는 것이었으며, 우주 쓰레기를 없애는 데 사용될 수 있는 기술이다.

## 화물
HTV-6에는 지지대 등을 포함해 총 5.9 t의 화물이 실려 있었고, 가압 상태의 내부에는 3.9 t, 감압 상태의 외부에는 1.9 t이었다.
가압부에는 가방 30개에 나눠담긴 식수 600리터와 음식, 승무원 개인 물품, 이산화탄소 제거 장비, TPF→Two-Phase Flow 실험 장치, PS-TEPC→Position-Sensitive Tissue Equivalent Proportional Chamber 방사선 측정기, ExHAM→Exposed Experiment Handrail Attachment Mechanism, 화질 4k짜리 HDTV-EF2 카메라, J-SSOD→JEM Small Satellite Orbital Deployer 및 각종 큐브위성들이 실려 있었다.
감압부에는 국제 우주 정거장에 있던 니켈 수소 전지를 대체하기 위한 리튬 이온 전지 6개가 장착되어 있었으며, 각 리튬 이온 전지 하나는 니켈 수소 전지 2개만큼의 용량이었다. 국제 우주 정거장에 있던 총 48개의 배터리 중, 12개의 니켈 수소 배터리가 6개의 리튬 이온 전지로 대체되었다. HTV-6은 국제 우주 정거장에서 출발할 때 구형 배터리 12개 중 9개를 가지고 가 지구 대기권에서 같이 연소시켰으며, 나머지 3개는 정거장에 놔두었다.

## 과정

### 발사
2016년 7월 26일, HTV-6의 발사일이 같은 해 9월 30일로 발표되었지만, 8월 10일 파이프가 파열되어 발사가 미뤄졌다.
2016년 12월 9일, HTV-6은 H-IIB 로켓에 실려 다네가시마 우주 센터에서 발사되었다. 발사 15분 11초 후, 우주선은 200 km × 300 km 궤도로 진입했다.
SFINKS 실험 장치는 같은 날 14시 16분에 자료 수집을 시작했으나, 시작 509초만에 고장났다.
몇 차례의 궤도 수정 후, 12월 13일 10시 39분, HTV-6은 국제 우주 정거장의 SSRMS 장비가 우주선과 연결됨으로써 공식적으로 정거장에 도착하였다. 그 후 13시 48분, 하모니 모듈에 공통 정박 장치(CBM)를 통해 정거장과 도킹하였다.

### 국제 우주 정거장
18:24에 도킹 과정이 완전히 끝난 후, 해치가 19시 44분에 열렸다.
12월 14일 7시 44분, SSRMS 장비를 통해 리튬 이온 배터리를 HTV-6에서 꺼냈으며, 로봇 작업 및 두 차례의 선외 활동을 통해 배터리를 정거장에 설치하였다. 그 후 1월 23일, 기존의 니켈 수소 전지가 HTV-6의 감압부에 설치되었다.

### 출발 및 대기권 재돌입
2017년 1월 27일 10시 59분, SSRMS 장비가 HTV-6을 잡아 도킹을 해제시켰으며, 같은 날 15시 45분에 완전히 분리되었다.
국제 우주 정거장으로부터 안전 거리를 확보한 후, 우주 쓰레기 제거 기술을 실험해보기 위해 KITE 시험장치를 작동시켰다. KITE 실험 장치는 HTV-6이 지구 대기에 진입하기 전 7일 동안 작동 예정이었지만, 1월 31일 밧줄을 펼치는 데 문제가 생겼다.
2월 5일 08:42, 10:12, 14:42에 대기권 재진입을 위한 궤도 변경이 이루어졌다. HTV-6은 2월 5일 15:06 경 남태평양 상공으로 낙하하였다.

### 사진
- 고노토리 6호기 보관됨 2017-01-17 - 웨이백 머신 – JAXA 디지털 아카이브
- HTV-6 & KITE 보관됨 2017-08-27 - 웨이백 머신
- HTV-6 & KITE 보관됨 2017-01-17 - 웨이백 머신